# Doku Umarow
Doku Chamatowicz Umarow (czecz. Ӏумаран Хьамади кӀант Докка (Jumaran Ẋamadi khant Dokka), ros. Доку Хаматович Умаров) (ur. 13 kwietnia 1964 we wsi Charsienoj w Czeczeńsko-Inguskiej ASRR, zm. 7 września 2013) – terrorysta czeczeński współpracujący z Al-Ka’idą, jako ostatni prezydent Czeczeńskiej Republiki Iczkerii doprowadził w 2007 roku do jej likwidacji i powołania samozwańczego Emiratu Kaukaskiego, samemu ogłaszając się jego emirem. Przyznał się do organizacji licznych zamachów terrorystycznych wymierzonych w ludność cywilną w całej Rosji. Jego polityka podporządkowania ideologii fundamentalizmu islamskiego, wahhabizmu i dżihadu doprowadziła do pogłębienia się rozłamu wśród separatystów czeczeńskich i przejścia bardziej liberalnych bojowników na stronę rosyjską.

## Życiorys
Dowodził oddziałem separatystów i islamistów w I wojnie czeczeńskiej, po jej zakończeniu mianowany generałem. W rządzie Asłana Maschadowa od 1997 pełnił funkcję Sekretarza Rady Bezpieczeństwa i szefa urzędu do spraw walki z przestępczością. Stracił tę funkcję z uwagi na słabą skuteczność w walce z przestępczością, a przede wszystkim niemożność zahamowania fali porwań dla okupu.
Powrócił do polityki i walki zbrojnej w 1999 po wybuchu II wojny czeczeńskiej. W 2001 mianowany dowódcą jednego z frontów, od sierpnia 2004 także ministrem bezpieczeństwa w rządzie separatystów. W 2005 mianowany wiceprezydentem, a w czerwcu 2006 po śmierci Chalima Sadułajewa objął stanowisko prezydenta Republiki Iczkerii. Wiceprezydentem mianował Szamila Basajewa, a po śmierci tegoż, Supjana Abdułłajewa.
31 października 2007 ogłosił likwidację Czeczeńskiej Republiki Iczkerii i powstanie w jej miejsce islamistycznego Emiratu Kaukaskiego, mającego docelowo objąć wszystkie rosyjskie republiki na Kaukazie Północnym (aktu tego nie uznał przebywający w Wielkiej Brytanii Achmied Zakajew). Umarow był przywódcą wszystkich ugrupowań powstańczych w tym regionie Rosji (przede wszystkim w Czeczenii oraz w sąsiednich republikach Inguszetii i Dagestanu), które jednak często zachowywały szeroką autonomię.
31 marca 2010 przyznał się do organizacji zamachów w Moskwie.
1 sierpnia 2010 Umarow ogłosił, iż rezygnuje z funkcji emira. Przyczyną ustąpienia lidera bojowników był stan zdrowia. W 2009 został ciężko ranny w walkach z wojskiem rosyjskim. Został też prawdopodobnie podtruty przez rosyjskie służby specjalne. Na swojego następcę mianował Asłambieka Wadałowa. 4 sierpnia jednak odwołał swoją decyzję i powiedział, że nadal będzie rządzić emiratem.
8 lutego 2011 roku przyznał się do zorganizowania zamachu na lotnisku w Moskwie, w którym zginęły 34 osoby.
Pogłoski o jego śmierci pojawiały się wielokrotnie, m.in. w styczniu 2014, jednak nie zostały potwierdzone przez rosyjskie służby, choć informował o tym Ramzan Kadyrow, prezydent Republiki Czeczenii. Kolejny raz o śmierci Umarowa informowano 18 marca 2014 na stronie internetowej sympatyzującej z islamską rebelią przeciw rosyjskim rządom.

## Rodzina
Umarow był żonaty i miał sześcioro dzieci, z których najmłodsze urodziło się w roku 2006. Dwaj bracia Umarowa, Isa oraz Musa, zginęli w walce. Od roku 2003 wiele osób z jego rodziny (podobnie jak członkowie rodzin wielu innych separatystów czeczeńskich), włączając w to całą jego najbliższą rodzinę, zostało porwanych przez nieznanych, uzbrojonych sprawców. Niektóre z tych osób zostały zwolnione, ale inne zniknęły i prawdopodobnie nie żyją. Krótko po wzięciu zakładników w Biesłanie w roku 2004, podczas którego kilkoro z krewnych Umarowa przetrzymywano przez kilka dni w bazie Chan Kała koło Groznego. Prokurator generalny Władimir Ustinow zaproponował zwyczaj brania zakładników z rodzin powstańców. W roku 2005 rosyjska organizacja Memoriał oskarżyła zwolenników prezydenta Kadyrowa o prowadzenie polityki takich porwań. 5 maja 2005 grupa zamaskowanych napastników uprowadziła żonę Umarowa, jego jednorocznego syna oraz jego siedemdziesięcioczteroletniego ojca Hamada. Zgodnie z wiadomościami od powstańców, rodzina Umarowa została porwana przez pracowników Neftiepołku, kierowanego przez Adama Delimchanowa i wtrącona do osobistego więzienia Kadyrowa we wiosce Centoroj. Kilka miesięcy wcześniej, 24 lutego, brat Umarowa, Rusłan także został porwany przez uzbrojonych mężczyzn i rzekomo torturowany przez FSB w bazie Chan Kała. Żona oraz syn Umarowa zostali później zwolnieni, ale jego ojciec oraz młodszy brat zniknęli. W kwietniu 2007 Umarow uznał ich za zabitych w niewoli. W sierpniu 2005 siostra Umarowa, Natalia Chumaidowa została porwana w Urus-Martanie. Kilka dni później została zwolniona po protestach mieszkańców okolic i blokadzie drogi federalnej. W latach 2003–2004 jego kuzyn Zaurbek Umarow oraz bratanek Roman Atajew zostali uwięzieni w Czeczenii oraz Inguszetii, a potem zaginęli.